# Zaricscsja (Nadvirnai járás)
Zaricscsja (ukránul: Зарі́ччя) falu Ukrajna Ivano-frankivszki területének Nadvirnai járásában.

## Történelem

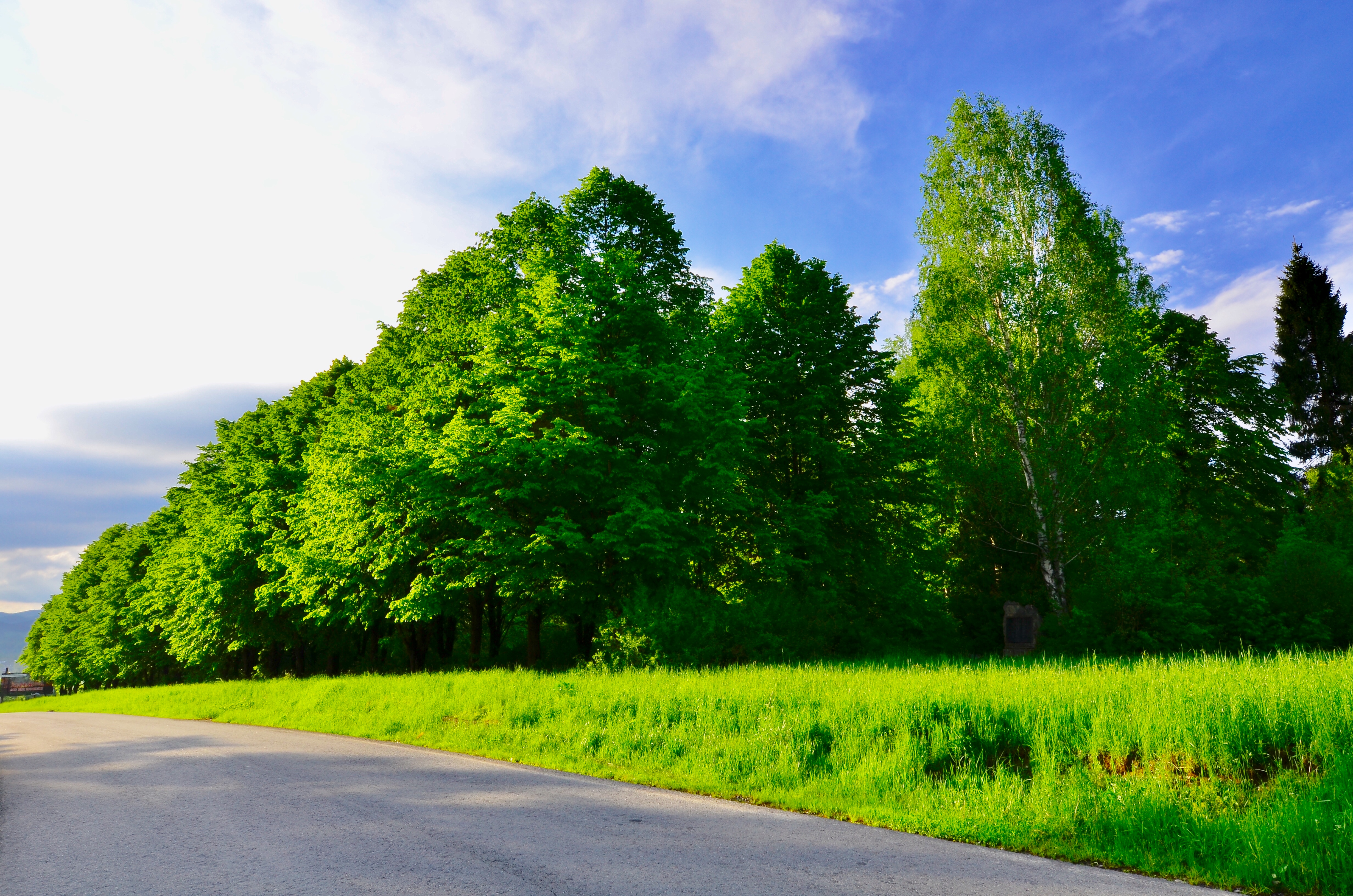
A partizán dicsőség parkja Zaricscsjaban

Zaricscsja területén bronzkori temetkezésekre bukkantak.
1463. március 4-én említik a galíciai udvar könyveiben. Később a 18. század második felének történeti forrásai említik.
1939. január 1-jén Zarichcsában 3920 lakos élt, ebből 3790 görög-katolikus ukrán, 80 lengyel és 50 zsidó.
A 2001-es népszámlálás szerint Zaricscsja lakossága 3997 fő volt.
2000-ben új iskolaépület épült, amelyet főként Anna-Liuba Javorska, kanadai állampolgár, Zaricscsja származású finanszírozott.
2017. augusztus 17-én Zaricscsja Deljatinnal, valamint Csorni Oslavi és Csorni Potik falvakkal együtt létrehozta a Deljatin közösségét.